# Iris japonica
Iris japonica är en irisväxtart som beskrevs av Carl Peter Thunberg. Iris japonica ingår i släktet irisar, och familjen irisväxter. Inga underarter finns listade i Catalogue of Life.

## Bildgalleri

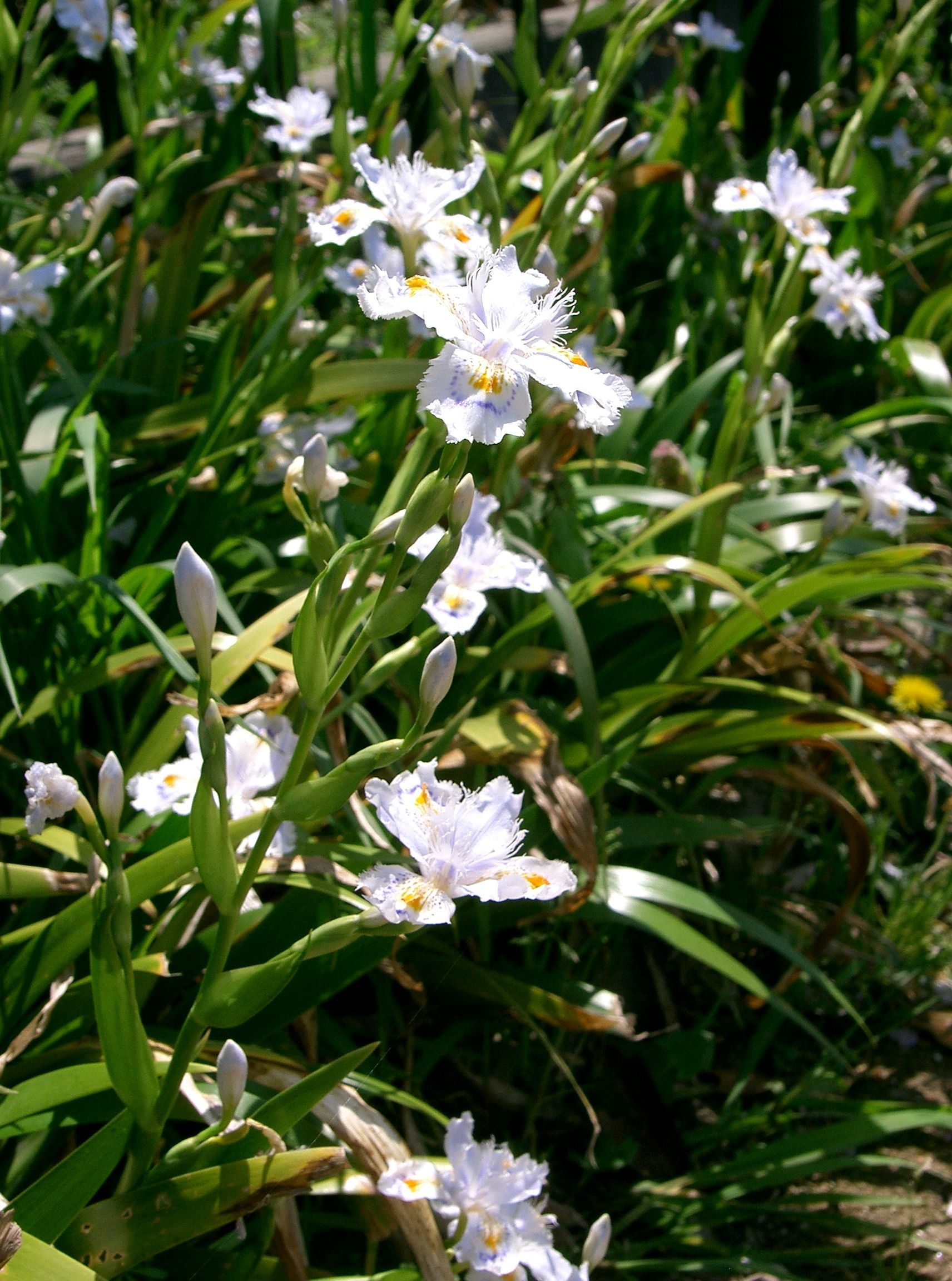
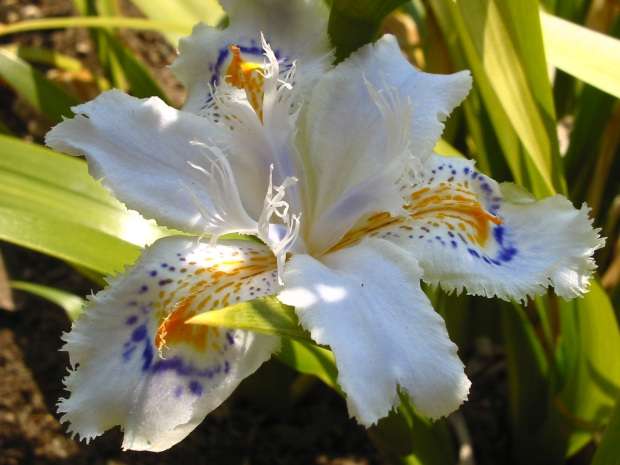
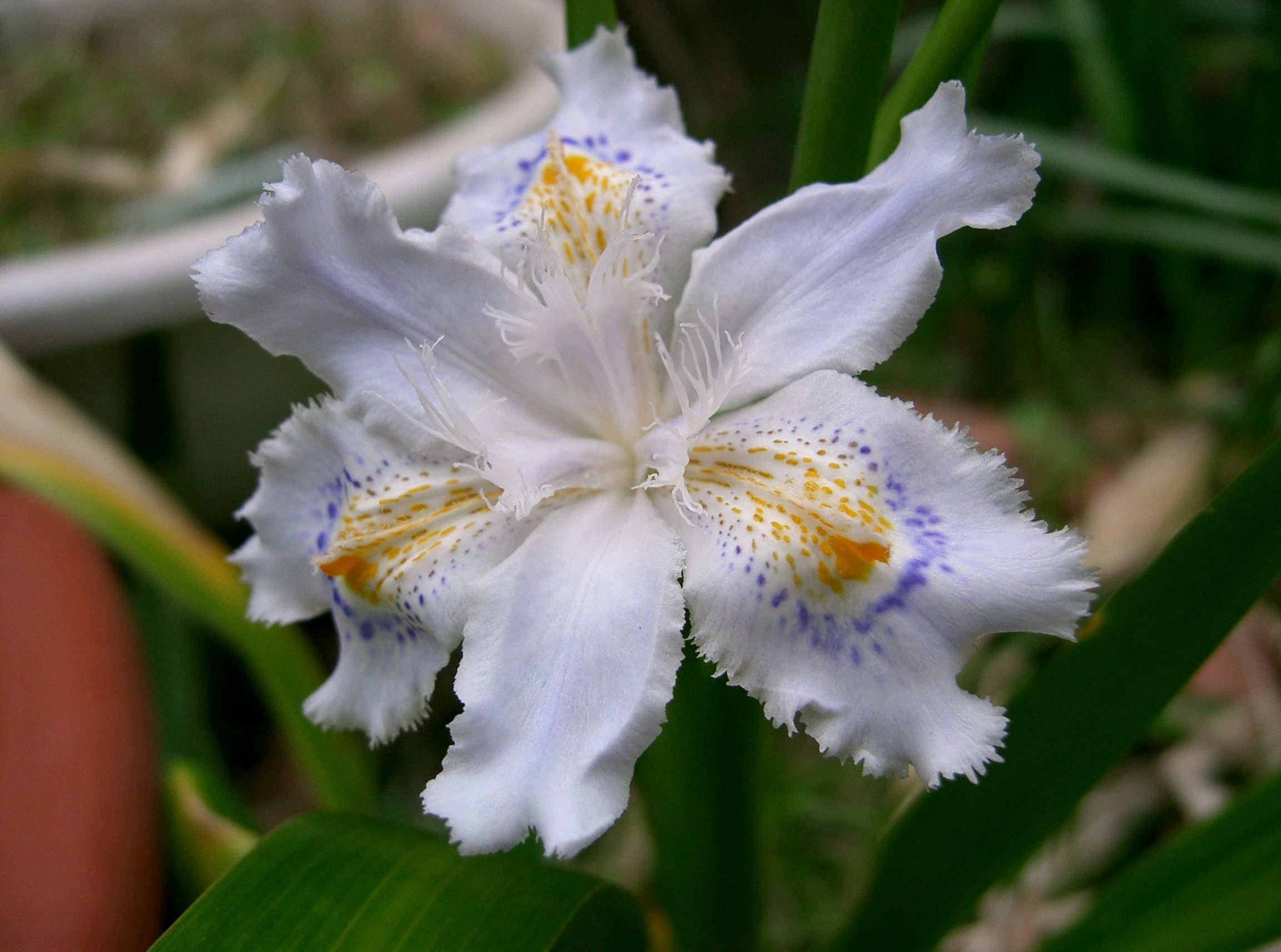
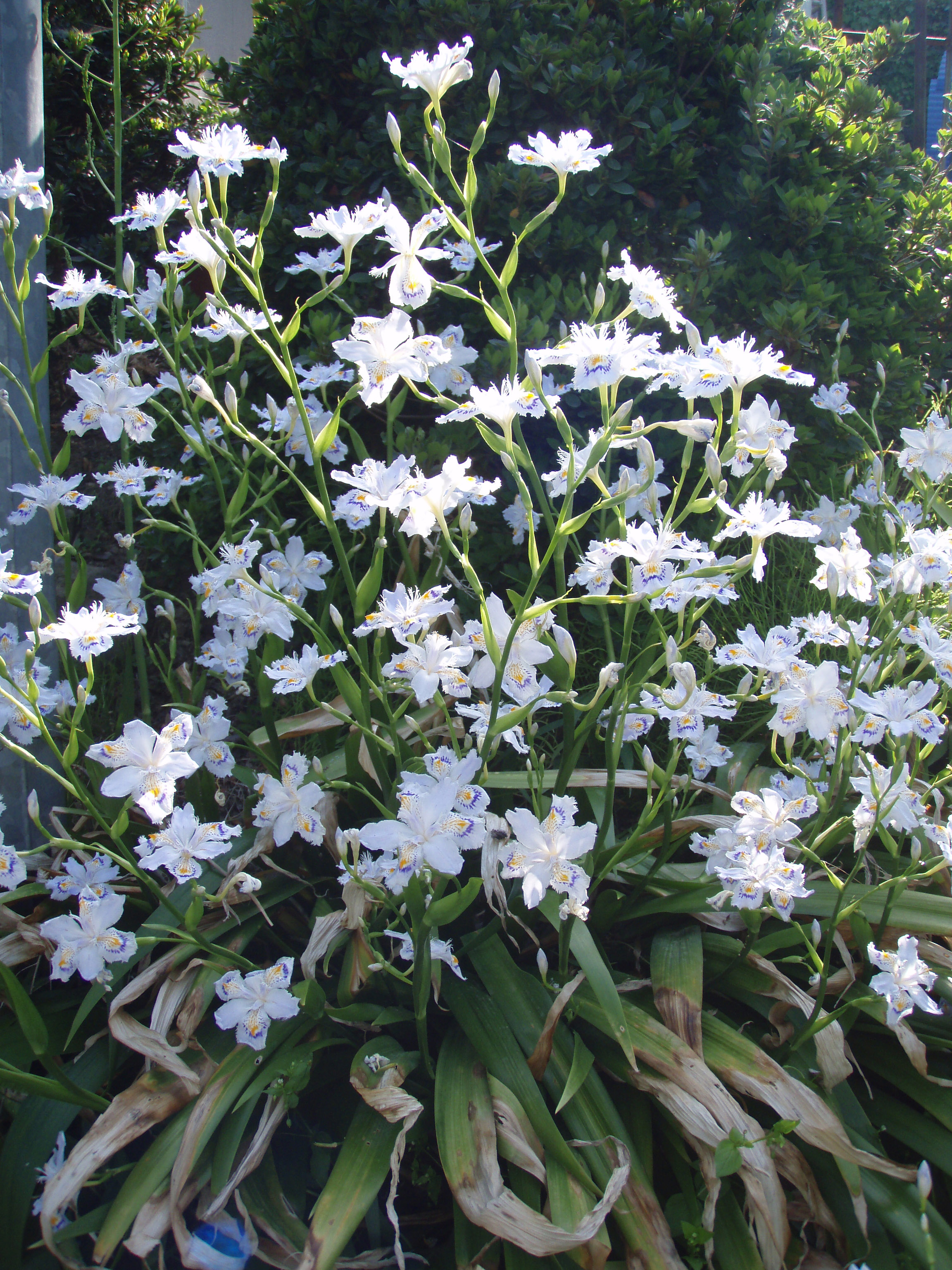
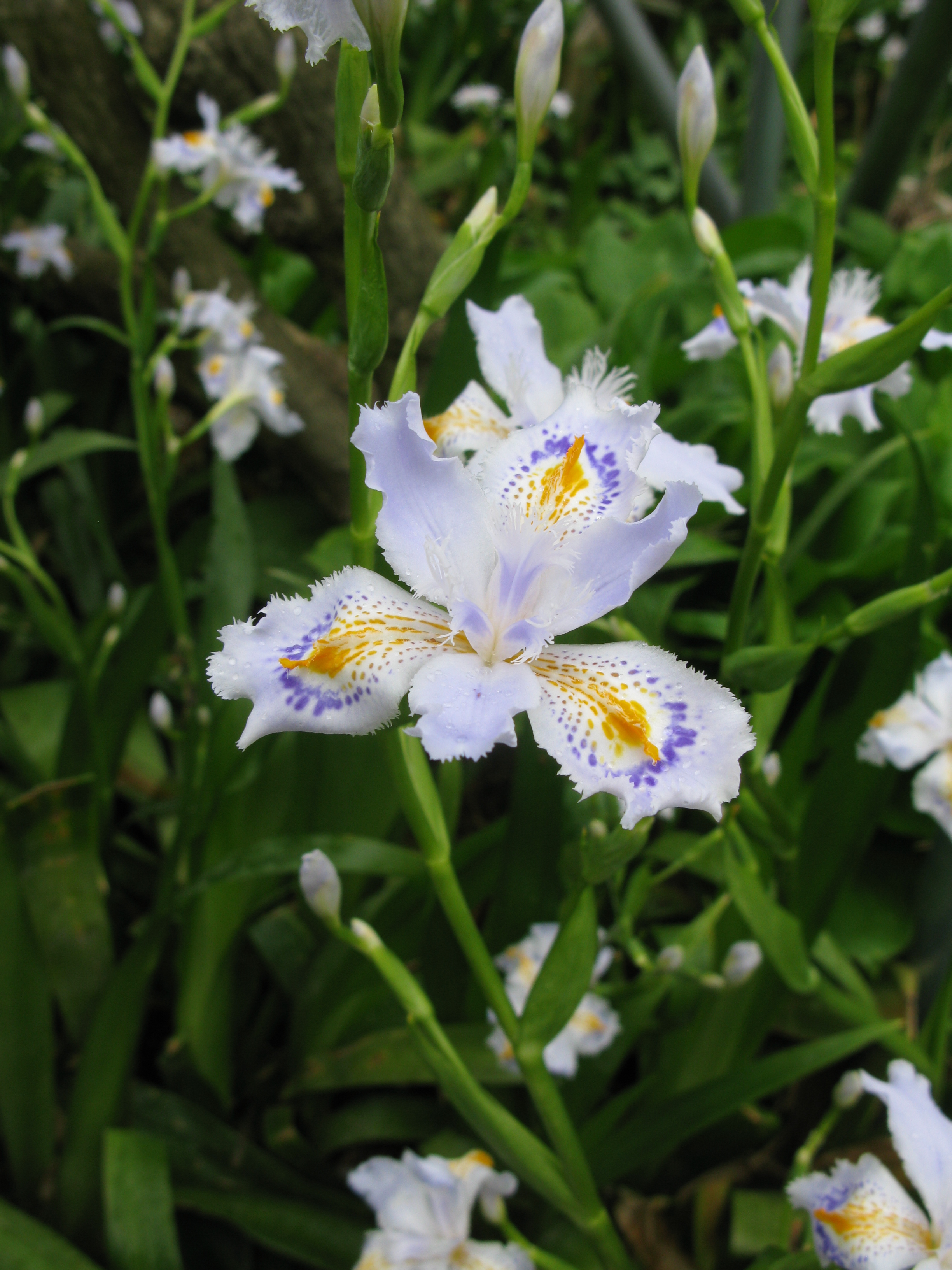
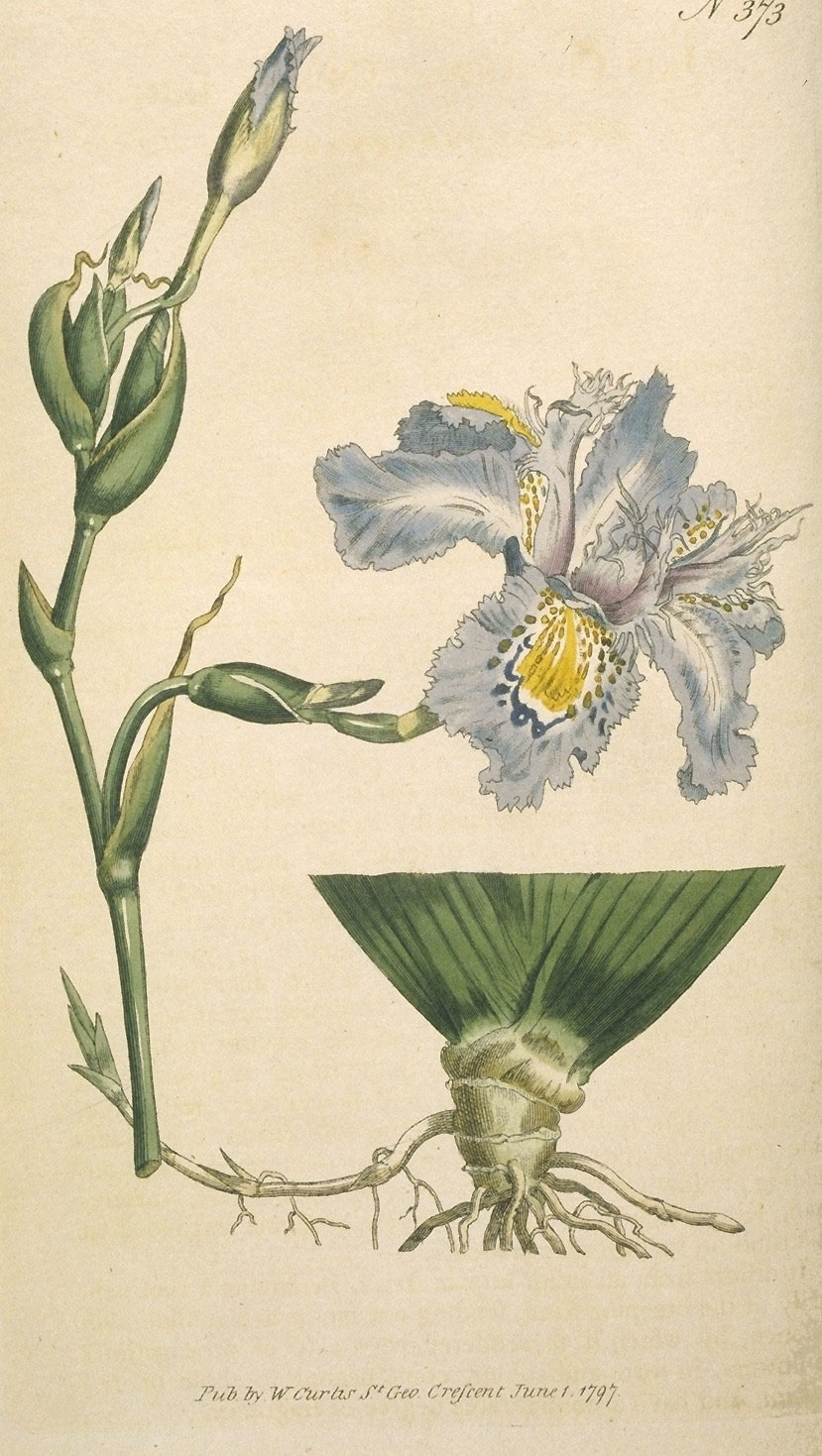